# Alessandro Pinelli
Pietro Giovanni Alessandro Pinelli, conte (Torino, 22 dicembre 1798 – Genova, 20 dicembre 1868), è stato un magistrato e politico italiano.

## Biografia
Figlio di un magistrato, entra giovanissimo in magistratura e diventa ben presto avvocato generale presso il senato piemontese, di cui viene successivamente nominato membro. Passa in seguito alle avvocature generali di Torino e Genova e viene chiamato a far parte della commissione legislativa per la formazione dello Statuto albertino.